# Instytucja wojskowa
Instytucja wojskowa – wojskowa jednostka organizacyjna niewchodząca w skład związków operacyjnych i taktycznych lub spełniająca funkcje o charakterze kulturalnym, oświatowym itp. (szkoły wojskowe, sądy, prokuratury, muzea, kluby oficerskie, instytuty).